# Reni (Ukraine)
Reni (ukrainisch Рені; russisch Рени; rumänisch Reni) ist eine Stadt im Budschak im Süden der Ukraine mit etwa 18.500 Einwohnern.

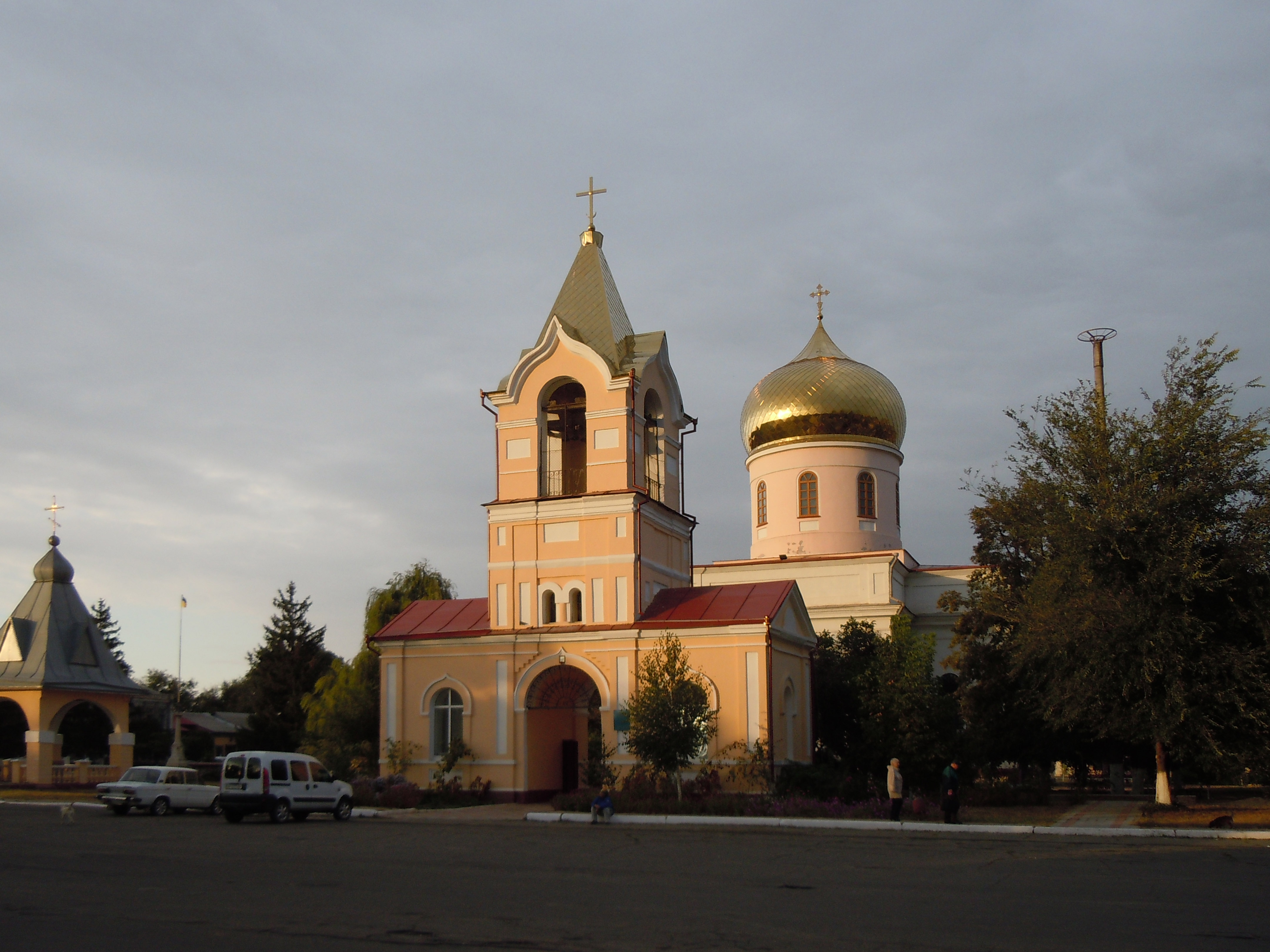
Himmelfahrtskathedrale in Reni

Reni liegt auf 24 m Höhe an der Mündung des Pruth in die Donau, etwa 220 Kilometer südwestlich von Odessa und 20 Kilometer von der rumänischen Stadt Galați. Reni war bis 2020 das Zentrum des aufgelösten gleichnamigen Rajons Reni.
In der Stadt trifft die Territorialstraße T–16–42 auf die Fernstraße M 15.
Durch die Lage nahe der Grenze zu Rumänien und der Republik Moldau und der ehemaligen Zugehörigkeit zu Rumänien verläuft eine Eisenbahnstrecke von Rumänien nach Moldau durch die Stadt, diese hat aber keinen direkten Anschluss an das Gleisnetz der restlichen Ukraine.

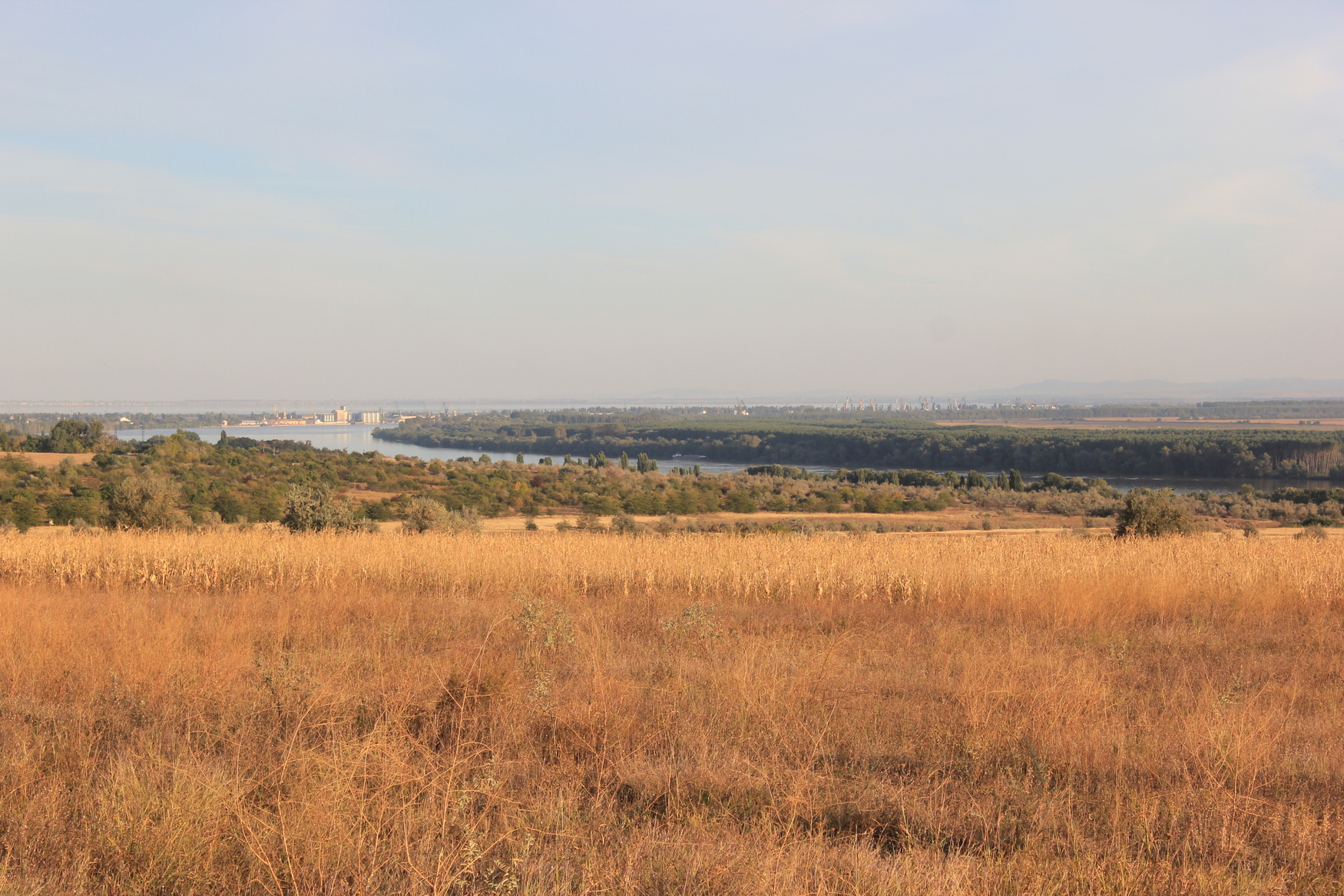
Blick auf Reni und die Donau

Etwa die Hälfte der Einwohner der Stadt sind Rumänen, der Rest der Bevölkerung teilt sich auf die Volksgruppen der Ukrainer, Russen, Bulgaren und Gagausen auf.

## Geschichte
Reni ist eine der ältesten Städte im Donauraum mit Spuren, die bis in das 4. Jahrhundert v. Chr. zurückreichen. Bis 271 n. Chr. lag es in der  römischen Provinz Niedermoesien des Römischen Reiches. Nach dem Niedergang des Römischen Reiches kam die Ortschaft nacheinander zum Byzantinischen Reich, Bulgarischen Reich, zur Kiewer Rus, dem Fürstentum Walachei, und, unter dem Namen Tamarowo, zum Fürstentum Moldau.
Schriftlich erwähnt wurde die Ortschaft erstmals 1548 und war neben Galați einer der zwei Seehäfen des Fürstentums Moldau. 1812 wurde die Stadt von Russland besetzt und kam zum Gouvernement Bessarabien. 1821 wurde Reni der Stadtstatus verliehen, 1856, nachdem Russland den Krimkrieg verloren hatte, kam die Stadt wieder zum Fürstentum Moldau, später zum Fürstentum Walachei, wurde 1878 aber wieder an Russland angeschlossen.
Nach dem Ende des Ersten Weltkriegs kam Reni im Januar 1919, wie auch der Rest Bessarabiens, zu Rumänien (Vertrag von Saint-Germain). Die Sowjetunion besetzte Ende Juni 1940 Bessarabien und die nördliche Bukowina, nachdem die Wehrmacht Rumäniens Bündnispartner Frankreich besiegt hatte.
Im Juli 1941, kurz nach Beginn des Deutsch-Sowjetischen Krieges, besetzten rumänische Truppen diese erneut und hielten sie bis 1944. Reni war vom 19. Juli 1941 bis zum 26. August 1944 in rumänischer Hand.
Danach war sie Teil der Ukrainischen SSR. Sie gehört seit dem Zerfall der Sowjetunion 1991 zur unabhängigen Ukraine.

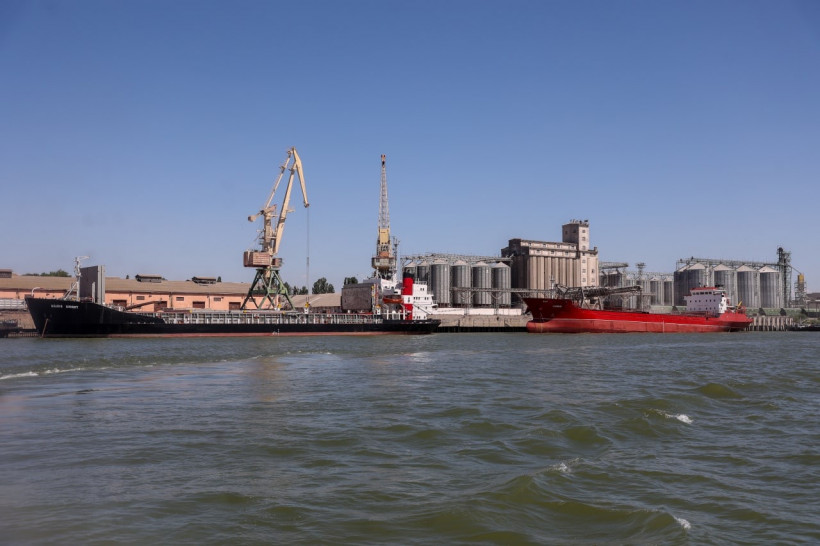
Hafen von Reni (2022)

Nach dem Auslaufen des Getreideabkommens wurde Reni, insbesondere die Hafenanlagen an der Donau, in der Nacht zum 24. Juli 2023 von 15 russischen Drohnen angegriffen. Dabei wurden 6 Menschen verletzt. Drei Getreidesilos wurden zerstört. Vor dem weiter flussabwärts liegenden ukrainischen Hafen Ismail stoppten nach dem Angriff auf Reni rund 30 Frachter nach Daten von MarineTraffic  ihre Fahrt.

## Verwaltungsgliederung
Am 12. Juni 2020 wurde die Stadt zum Zentrum der neugegründeten Stadtgemeinde Reni (Ренійська міська громада/Renijska miska hromada), zu dieser zählen auch noch die 7 in der untenstehenden Tabelle aufgelistetenen Dörfer, bis dahin bildete sie die gleichnamige Stadtratsgemeinde Reni (Ренійська міська рада/Renijska miska rada) im Westen des Rajons Reni.
Seit dem 17. Juli 2020 ist sie ein Teil des Rajons Ismajil.
Folgende Orte sind neben dem Hauptort Reni Teil der Gemeinde:
| Name                     | Name         | Name                        | Name            |
| ukrainisch transkribiert | ukrainisch   | russisch                    | rumänisch       |
| ------------------------ | ------------ | --------------------------- | --------------- |
| Dolynske                 | Долинське    | Долинское (Dolinskoje)      | Anadol          |
| Kotlowyna                | Котловина    | Котловина (Kotlowina)       | Bolboca         |
| Lymanske                 | Лиманське    | Лиманское (Limanskoje)      | Frecăţei        |
| Nahirne                  | Нагірне      | Нагорное (Nagornoje)        | Caragacii-Vechi |
| Nowosilske               | Новосільське | Новосельское (Nowoselskoje) | Satu-Nou        |
| Orliwka                  | Орлівка      | Орловка (Orlowka)           | Cartal          |
| Plawni                   | Плавні       | Плавни                      | Barta           |

## Söhne und Töchter der Stadt
- Constantin Bobescu (1899–1992), rumänischer Violinist, Komponist, Dirigent und Musikpädagoge
- Alexander Deitsch (1899–1986), sowjetischer Astronom
- Wsewolod Chmyrow (* 1951), russischer Admiral
- Pavel Cebanu (* 1955), sowjetischer Fußballspieler und moldauischer Fußballfunktionär
- Maksym Braharu (* 2002), Fußballspieler